# WOW! (早見優のアルバム)
『WOW!』（ワウ）は、1985年5月1日に発売された早見優の7枚目のオリジナル・アルバム。発売元はトーラスレコード。規格品番はLP:28TR-2068、CT:28TT-1068、CD:32TX-1028。

## 概要
サウンド・プロデュースは伊藤銀次。12枚目のシングル「Tonight」のアルバム・バージョンを含む全10曲が収録されている。
LPレコードおよびカセットテープでは、A面に "SUNRISE SIDE"、B面には "MOONRISE SIDE" とコンセプトが設けられている。
ロック調の曲が多いため、早見自身は勢いよく歌いたかったがキーがかなり高く、当時映画の撮影時期とも重なる過密スケジュールの中でのレコーディングだったこともあり歌い直すことも出来ず、曲に自分の歌声がうまくマッチしていないと、やや不満の残る作品になってしまったことを後に告白している。
2012年に本作を含むオリジナル・アルバムを全て収めたCD-BOX『Thank YU〜30th Anniversary Special Box〜』が発売された際には、「Tonight」のシングルバージョンとB面曲「Cry me」のほか、アルバム未収録シングル「STAND UP」とそのB面曲「PRESENTATION」などのボーナス・トラックが5曲追加され『WOW!+5』としてDisc-7に収録された。

## 収録曲

### LP／CT
- 特記以外の編曲：伊藤銀次

#### Side A "SUNRISE SIDE"
1. Sunrise Bay Cruzin’
作詞・作曲：原田真二
2. 波間のTouch
作詞・作曲：原田真二
3. くやしいけれど I LOVE YOU
作詞・作曲：茂村泰彦
4. ダーリン今をせめないで
作詞：岩里祐穂 / 作曲：馬場孝幸
5. REMEMBER?
作詞・作曲：Annie

#### Side B "MOONRISE SIDE"
1. MONDAY SHUTDOWN
作詞：岩里祐穂 / 作曲：馬場孝幸
2. KNOCK KNOCK KNOCK
作詞：松尾由紀夫 / 作曲：伊藤銀次
3. GUZU
作詞・作曲：茂村泰彦
4. Tonight [注 1]
作詞：Annie / 作曲：NOBODY / 編曲：茂木由多加
5. PARTY GIRL
作詞・作曲：Annie

### CD
1. Sunrise Bay Cruzin’
2. 波間のTouch
3. くやしいけれど I LOVE YOU
4. ダーリン今をせめないで
5. REMEMBER?
6. MONDAY SHUTDOWN
7. KNOCK KNOCK KNOCK
8. GUZU
9. Tonight
10. PARTY GIRL

### WOW!+5
1. Sunrise Bay Cruzin’
2. 波間のTouch
3. くやしいけれど I LOVE YOU
4. ダーリン今をせめないで
5. REMEMBER?
6. MONDAY SHUTDOWN
7. KNOCK KNOCK KNOCK
8. GUZU
9. Tonight
10. PARTY GIRL

#### ボーナス・トラック
1. Tonight (シングル・バージョン)
作詞：Annie / 作曲：NOBODY / 編曲：茂木由多加
  - 12枚目のシングルA面曲。
2. Cry me
作詞：松本一起 / 作曲：小田裕一郎 / 編曲：入江純
  - 「Tonight」のB面曲。
3. YOUのミニ・ストーリー "ジョナスとミリア" (完結編)
  - 「Cry me」の末尾に収録されたミニドラマ。
4. STAND UP
作詞・作曲: R.Springfield / 日本語詞: 松本隆 / 編曲: 戸塚修
  - 13枚目のシングルA面曲。
5. PRESENTATION
作詞: Jun & Jim / 作曲: 小田裕一郎 / 編曲: 入江純
  - 「STAND UP」のB面曲。